# 约瑟夫·法伊斯特曼特尔
约瑟夫·法伊斯特曼特尔（德語：Josef Feistmantl，1939年2月23日—2019年3月10日），奥地利男子雪橇运动员。他曾代表奥地利参加1964年、1968年和1972年冬季奥林匹克运动会雪橇比赛，获得一枚金牌。